# 里弗賽德 (康乃狄克州)
里弗賽德（英語：Riverside）是位於美國康乃狄克州費爾菲爾德縣格林威治境內的一個街區與人口普查指定地區。

## 地理
里弗賽德的座標為41°03′20″N 73°33′59″W / 41.05556°N 73.56639°W，而該地最高點為海拔高度25米（即82英尺）。

## 人口
根據2010年美國人口普查的數據，里弗賽德的面積為0.83平方千米，當中陸地面積為0.83平方千米，而水域面積為0.00平方千米。當地共有人口8,416人，而人口密度為每平方千米10,139人。